# Маркиращ език
Маркиращият език (езици за маркиране, Markup languages) е система от анотации на документ, която е синтактично различна от текста и указва какво да бъде оформлението на страницата, най-вече при електронно предаване на данни или изобразяване. Служи за описване на сложни данни с помощта на обикновени текстови файлове. При тях отделни пасажи текст се „маркират“ (отбелязват) чрез синтактични конструкции. Най-често това става с помощта на етикети които ограждат маркирания текст. Така маркиран или отделен, към текста могат да бъдат приложени разнообразни атрибути.

## Видове
Значението на информацията (атрибутите), асоциирана с маркирания текст, варира много при различните езици. Според нейния характер се различават три основни вида маркиращи езици:
Александър от 9-ти клас има заболявания

### Презентационни маркиращи езици
Тук асоциираната с маркирания текст информация указва как трябва да се представи (изобрази) той. Например следният фрагмент от HTML код указва, че текстът трябва да бъде изобразен с получер шрифт:
```
<
b
>
Получер текст.
</
b
>

```

Ключовата дума на етикета е b (от англ. bold – получер). HTML представлява смесица от семантични и презентационни маркери.

### Семантични маркиращи езици
При тях се описва естеството на маркирания текст. Неговите атрибути представляват метаданни по отношение на маркирания текст. Например може да се укаже, че текстът представлява заглавие, препратка, цитат и т.н. Следващият пример показва текст, маркиран като препратка в езика XHTML:
```
<
a
 
href
=
"http://bg.wikipedia.org"
>
Българска Уикипедия
</
a
>

```

Текстът „Българска Уикипедия“ е маркиран чрез етикета <a></a>. В случая семантичната информация се асоциира към текста по два начина – чрез ключовата дума на етикета (в случая просто a от англ. anchor – котва) и чрез атрибута href. Ключовата дума показва, че текстът представлява препратка, а href атрибутът асоциира с текста определен уеб адрес.
Водени от идеята за семантичен уеб, Уеб Консорциумът (World Wide Web Consortium или W3C) създава наследника на HTML – езикът XHTML, който е изцяло семантичен. Като предимство се изтъква неговата машинна приветливост – програми като Интернет търсачките могат да извлекат повече информация за същността на текста и по този начин да връщат по-добри резултати при търсене. Друго предимство на XHTML е, че отделя структурата на документа от неговата презентация, която може да се зададе например чрез CSS. Така теоретически е възможно презентацията да се променя, без да се променя структурата на документа.

### Процедурни маркиращи езици
Тези езици указват процедури, които да се изпълнят върху маркирания текст. Популярни примери са troff, LaTeX, и PostScript.

### Смесени
Много от езиците добавят както семантична, така и презентационна или процедурна информация към текста. Такъв е например HTML, в който има както семантични, така и презентационни маркери (етикети).